# Vincetoxicum sublanceolatum
Vincetoxicum sublanceolatum är en oleanderväxtart som först beskrevs av Miquel, och fick sitt nu gällande namn av Maximowicz. Vincetoxicum sublanceolatum ingår i släktet tulkörter, och familjen oleanderväxter.

## Underarter
Arten delas in i följande underarter:
- V. s. albiflorum
- V. s. auriculatum
- V. s. dickinsii
- V. s. kinokuniense
- V. s. macranthum
- V. s. obtusulum